# Telodeinopus lanceolatus
Telodeinopus lanceolatus är en mångfotingart som först beskrevs av Demange 1965.  Telodeinopus lanceolatus ingår i släktet Telodeinopus och familjen Spirostreptidae. Inga underarter finns listade i Catalogue of Life.